# Санто-Джулетта
Санто-Джулетта (итал. Santa Giuletta) — коммуна в Италии, располагается в регионе Ломбардия, подчиняется административному центру Павия.
Население составляет 1624 человека, плотность населения составляет 148 чел./км². Занимает площадь 11 км². Почтовый индекс — 27046. Телефонный код — 0383.
Покровителем коммуны почитается святой Колумбан, празднование 24 ноября.

## Города-побратимы
- Морес, Италия